# Madona ze Špalíčku II
Madona ze Špalíčku II (1500–1520) je pozdně gotická socha, která pochází z některého chebského domu v tzv. Špalíčku, odkud se dostala do chebského muzea. Byla pravděpodobně importována ze švábské oblasti Německa a stylově je blízká dílně Niklause Weckmanna z Ulmu. Je vystavena ve stálé expozici chebské gotiky Galerie výtvarného umění v Chebu. Ze Špalíčku pochází i starší socha Madony, označovaná jako Madona ze Špalíčku I.

## Popis a zařazení
Plně plastická dřevěná socha 94,5 × 33,5 × 18,5 cm, vzadu vyhloubená, se zbytky původní polychromie. Chybí část ruky Panny Marie a pravé ruky Ježíška. Restaurovali D. Blažková (1961) a J. Živný (1986, 1994).
Postava Marie v lehce naznačeném esovitém prohnutí stojí v kontrapostu s odlehčenou levou nohou. Nad pravou, nosnou nohou drží na boku Ježíška, který je zobrazen v živém pohybu a s hlavou odkloněnou od matky. Marie hledí vzpřímeně, s hlavou lehce pootočenou k dítěti. Obličej se širokým čelem a plnými tvářemi se jen mírně zužuje k bradě, tvář je vážná, s pevně sevřenými rty. Oči jsou mělce zasazené a zešikmené, nos výrazný. Dlouhé vlasy, které po stranách spadají až do pasu, spínala na hlavě čelenka nebo koruna. Je oděna v modrý spodní šat s výstřihem, přepásaný pod ňadry. Svrchní plášť, který přidržuje pravou rukou pod tělem Ježíška, tvoří pod její levou rukou velký mísovitý záhyb s vnitřním řasením ve tvaru H. Nepravidelné geometrické vmačkávané záhyby nad kolenem a dlouhý zvratný záhyb pláště, který má vrchol nad podstavcem, zvýrazňují levé koleno a část stehna. Po její pravé straně spadá plášť v dlouhé diagonále od lokte k podstavci.
Socha madony ze Špalíčku II vykazuje četné společné rysy se souborem šesti soch z kostela sv. Mikuláše v Chebu. Shoda se týká detailů tváře Madony i Ježíška, záhybového systému drapérií i způsobu výstavby štíhlého a plně plastického objemu sochy. Datace byla určena na základě analogie se sochami z francké a jihovogtlandské oblasti (Světci, oltář v Kautendorfu) do 90. let 15. století až dobu kolem roku 1500.
Tento figurální typ vznikl již koncem 15. století ve Švábsku. Je blízký zejména okruhu jednoho z hlavních představitelů Ulmské školy Niklause Weckmanna, který užíval ustálené a opakující se vzory, zejména pokud jde o motivy drapérie, skotačivé dítě nebo typ tváře Panny Marie. Weckmannova velká dílna, z jejíž hromadné produkce se zachovalo kolem 600 děl, byla činná po celou první čtvrtinu 16. století a díla lze jen obtížně přesně datovat. Pro mladší původ chebské Madony svědčí štíhlý a kompaktně uzavřený objem sochy. V západních Čechách jsou díla tohoto typu výjimečná a lze předpokládat, že Madona ze Špalíčku je importem z oblasti Ulmu.

### Jiná díla
- Soubor šesti soch z kostela sv. Mikuláše v Chebu
- Madona z Ennetachu, zemské muzeum Karlsruhe
- Madona z Ochsenhausen, zemské muzeum Karlsruhe
- Madona z Laizu